# Hvidvinget sorttrappe
Hvidvinget sorttrappe (Afrotis afraoides) er en fugleart, der lever i det sydlige Afrika.